# Andrea Hopp
Andrea Hopp (* 1963) ist eine deutsche Historikerin.

## Leben
Hopp absolvierte ein Studium der Mittleren und Neueren Geschichte, Kulturanthropologie und Europäischen Ethnologie sowie Judaistik an der Johann Wolfgang Goethe-Universität Frankfurt am Main. 1996 erfolgte ihre Promotion bei Lothar Gall mit einem Thema zur deutsch-jüdischen Geschichte. 1997/98 war sie Wissenschaftliche Mitarbeiterin des Deutschen Historischen Instituts London. Seit 1998 ist sie Wissenschaftliche Mitarbeiterin und seit 2007 Leiterin der Otto-von-Bismarck-Stiftung in Schönhausen.
Seit 2014 wirkt Andrea Hopp als Fellow am Zentrum für Antisemitismusforschung der Technischen Universität Berlin. Ihre Forschungsschwerpunkte sind Bürgertumsgeschichte, Geschichte des Antisemitismus und die deutsch-jüdische Geschichte.
Hopp organisiert in Schönhausen jährlich das Fest „Kunst für Demokratie“. Das Projekt wurde als eine der 100 besten Ideen deutschlandweit 2013/14 als ‚Ausgezeichneter Ort im Land der Ideen‘ vom Bundespräsidenten gewürdigt. Hier wird beispielhaft gezeigt, wie mit kreativen Kunstveranstaltungen vereint für Demokratie eingetreten werden kann.

## Veröffentlichungen (Auswahl)
- Jüdisches Bürgertum in Frankfurt am Main im 19. Jahrhundert (= Frankfurter historische Abhandlungen, Bd. 38), Steiner, Stuttgart 1997, ISBN 978-3-515-06985-4 (zugl.: Frankfurt (Main), Univ., Diss., 1996).
- (Mitarb.): British Envoys to Germany, 1816–1866. Bd. 1: 1816–1829. Hrsg. v. Sabine Freitag und Peter Wende, Cambridge University Press, Cambridge 2000, ISBN 0-521-79066-2.
- (mit Michael Epkenhans und Andreas von Seggern): Otto von Bismarck und seine Zeit. Katalog zur Dauerausstellung, Otto-von-Bismarck-Stiftung, Friedrichsruh 2002, ISBN 978-3-933418-29-6.
- (Bearb.): Otto von Bismarck: Gesammelte Werke (= Neue Friedrichsruher Ausgabe). Abt. III: Schriften, Schöningh, Paderborn 2004–2014, Bd. 1: 1871–1873, ISBN 978-3-506-70130-5; Bd. 4: 1879–1881, ISBN 978-3-506-76526-0; Bd. 8: 1888–1890, ISBN 978-3-506-76636-6.
- Im Schatten des Staatsmanns. Johanna, Marie und Marguerite von Bismarck als adelige Akteurinnen (1824−1945) (= Otto-von-Bismarck-Stiftung, Wissenschaftliche Reihe. Band 30). Schöningh, Paderborn 2022, ISBN 978-3-506-70835-9.